# Katrin Meissner
Katrin Meissner (Berlín Este, República Democrática Alemana, 17 de enero de 1973) es una nadadora alemana retirada especializada en pruebas de estilo libre, donde consiguió ser campeona olímpica en 1988 en los 4 x 100 metros estilos y 4 x 100 metros libre representando a la República Democrática Alemana.

## Carrera deportiva
En los Juegos Olímpicos de Seúl 1988 ganó la medalla de bronce en los 50 metros libre —con un tiempo de 27.71 segundos, tras su paisana alemana Kristin Otto (oro con 25.49 segundos que fue récord olímpico, y la china Yang Wenyi—, oro en relevos 4 x 100 metros libre —por delante de Países Bajos y Estados Unidos— y oro en relevos 4 x 100 metros estilos, por delante de Estados Unidos y Canadá.

## Palmarés internacional
| Juegos Olímpicos                                | Juegos Olímpicos       | Juegos Olímpicos  | Juegos Olímpicos  |
| Año                                             | Lugar                  | Medalla           | Prueba            |
| ----------------------------------------------- | ---------------------- | ----------------- | ----------------- |
| 1988                                            | Seúl ( Corea del Sur)  | Medalla de oro    | 4 × 100 m estilos |
| 1988                                            | Seúl ( Corea del Sur)  | Medalla de oro    | 4 × 100 m libre   |
| 1988                                            | Seúl ( Corea del Sur)  | Medalla de bronce | 50 m bronce       |
| Campeonato Mundial de Natación                  |                        |                   |                   |
| Año                                             | Lugar                  | Medalla           | Prueba            |
| 1991                                            | Perth ( Australia)     | Medalla de plata  | 4 × 100 m libres  |
| 1991                                            | Perth ( Australia)     | Medalla de oro    | 4 × 200 m libres  |
| 1998                                            | Perth ( Australia)     | Medalla de plata  | 4 × 100 m libres  |
| 1994                                            | Roma ( Italia)         | Medalla de bronce | 4 × 100 m libres  |
| 2001                                            | Fukuoka ( Japón)       | Medalla de oro    | 4 × 100 m libres  |
| 2001                                            | Fukuoka ( Japón)       | Medalla de plata  | 100 m libres      |
| 2003                                            | Barcelona ( España)    | Medalla de plata  | 4 × 100 m libres  |
| Campeonato Mundial de Natación en Piscina Corta |                        |                   |                   |
| Año                                             | Lugar                  | Medalla           | Prueba            |
| 1997                                            | Gotemburgo ( Suecia)   | Medalla de plata  | 4 × 100 m libres  |
| 2000                                            | Atenas ( Grecia)       | Medalla de plata  | 4 × 100 m libres  |
| 2000                                            | Atenas ( Grecia)       | Medalla de plata  | 4 × 100 m estilos |
| Campeonato Europeo de Natación                  |                        |                   |                   |
| Año                                             | Lugar                  | Medalla           | Prueba            |
| 1987                                            | Estrasburgo ( Francia) | Medalla de oro    | 4 × 100 m libres  |
| 1987                                            | Estrasburgo ( Francia) | Medalla de plata  | 50 m libres       |
| 1989                                            | Bonn ( Alemania)       | Medalla de oro    | 100 m libres      |
| 1989                                            | Bonn ( Alemania)       | Medalla de oro    | 4 × 100 m libres  |
| 1989                                            | Bonn ( Alemania)       | Medalla de oro    | 4 × 100 m estilos |
| 1989                                            | Bonn ( Alemania)       | Medalla de bronce | 50 m libres       |
| 1991                                            | Atenas ( Grecia)       | Medalla de plata  | 4 × 100 m estilos |
| 1991                                            | Atenas ( Grecia)       | Medalla de plata  | 4 × 100 m libres  |
| 1997                                            | Sevilla ( España)      | Medalla de oro    | 4 × 100 m libres  |
| 1997                                            | Sevilla ( España)      | Medalla de oro    | 4 × 100 m estilos |
| 1999                                            | Estambul ( Turquía)    | Medalla de oro    | 4 × 100 m libres  |
| 1999                                            | Estambul ( Turquía)    | Medalla de plata  | 4 × 100 m estilos |
| 2002                                            | Berlin ( Alemania)     | Medalla de oro    | 4 × 100 m libres  |